# Аутоморфизам
У математици, аутоморфизам је изоморфизам са неког математичког објекта на самог себе. Аутоморфизам се може посматрати у одређеном смислу као симетрија објекта, и као врста пресликавања објекта на самог себе, уз очување његове структуре. Скуп свих аутоморфизама на објекту гради групу.

## Дефиниција
Тачна дефиниција аутоморфизма зависи од типа математичког објекта о коме је реч, и шта тачно гради изоморфизам тог објекта. Најопштији оквир у коме ови изрази имају значење је апстрактна грана математике, теорија категорија. Теорија катеогорија се бави апстрактним објектима и морфизмима између тих објеката.
У теорији категорија, аутоморфизам је ендоморфизам (тј. морфизам са објекта на самог себе) који је уједно и изоморфизам (у категоријском смислу речи).
Ово је врло апстрактна дефиниција, јер у теорији категорија морфизми нису обавезно функције а објекти нису обавезно скупови. Међутим, у већини конкретних случајева, објекти су скупови са неком додатном структуром, а морфизми су функције које очувавају ову структуру.
У контексту апстрактне алгебре, на пример, математички објекат је алгебарска структура као што је група, прстен, или векторски простор. Изоморфизам је једноставно бијективни хомоморфизам. (Наравно, дефиниција хомоморфизма зависи од типа алгебарске структуре; на пример погледати: хомоморфизам групе, хомоморфизам прстена, и линеарни оператор).

## Аутоморфизам група
Аутоморфизам објекта {\displaystyle X} гради групу у односу на композицију морфизама. Ова група се назива аутоморфизам група од {\displaystyle X}. Једноставно је утврдити да се заиста ради о групи:
- Затвореност: композиција два ендоморфизма је нови ендоморфизам.
- Асоцијативност: композиција функција је увек асоцијативна.
- Неутрал: неутрал је идентитет морфизма са објекта на самог себе, који постоји по дефиницији.
- Инверзи: по дефиницији сваки изоморфизам има инверз, који је такође изоморфизам, а како је инверз такође ендоморфизам на истом објекту, онда је то аутоморфизам.

Група аутоморфизма објекта {\displaystyle X} у категорији {\displaystyle C} се означава као , или простије Aut(X) ако је категорија јасна из контекста.

## Примери
- У теорији скупова, аутоморфизам скупа X је арбитрарна пермутација елемената X. Аутоморфизам групе X се такође назива симетричном групом на X.

- У елементарној аритметици, скуп целих бројева, Z, када се посматра као група у односу на сабирање, има јединствени нетривијални аутоморфизам: негацију. Међутим, ако се посматра као прстен, има само тривијални аутоморфизам. Опште узев, негација је аутоморфизам сваке Абелове групе, али не прстена и поља.

- Аутоморфизам групе је изоморфизам групе са неке групе на саму себе. Неформално, то је пермутација елемената групе, таква да се структура не мења. За сваку групу G постоји природни хомоморфизам групе G → Aut(G) чије је језгро центар групе G. Стога, ако G нема центар, може се утопити у сопствени аутоморфизам групе. (Види разматрање о унутрашњим аутоморфизмима доле).

- У линеарној алгебри, ендоморфизам векторског простора V је линеарни оператор V → V. Аутоморфизам је инвертибилни линеарни оператор на V. Када векторски простор има коначну димензију, аутоморфизам групе V је исти као општа линеарна група, GL(V).

- Аутоморфизам поља је бијективни хомоморфизам прстена из поља на самог себе. У случају рационалних бројева, Q, или реалних бројева, R, не постоје нетривијални аутоморфизми поља. У случају комплексних бројева, C, постоји јединствен нетривијални аутоморфизам који слика R у R: комплексна конјугација, али постоји бесконачно (непребројиво) много дивљих аутоморфизама (ако се претпостави аксиома избора).[1].

- У теорији графова аутоморфизам графа је пермутација чворова која очувава гране и не-гране. Другим речима, ако су два чвора повезана граном, и њихове слике под пермутацијом ће бити повезане граном.

## Унутрашњи и спољашњи аутоморфизми
У неким категоријама–посебно у групама, прстенима и Лијевим алгебрама–је могуће разликовати аутоморфизме два типа, унутрашње и спољашње аутоморфизме.
У случају група, унутрашњи аутоморфизми су конјугације по самим елементима групе. За сваки елемент a групе G, конјугација по a је операција  дефинисана као  (или ). Лако се може проверити да је конјугација по a ауотоморфизам групе. Унутрашњи аутоморфизми граде нормалну подгрупу од Aut(G), која се означава са Inn(G).
Остали аутоморфизми се називају спољашњим аутоморфизмима. Количничка група Aut(G)&nbsp;/&nbsp;Inn(G) се обично означава као Out(G); нетривијални елементи су косети који садрже спољашње аутоморфизме.